# Lope García de Castro

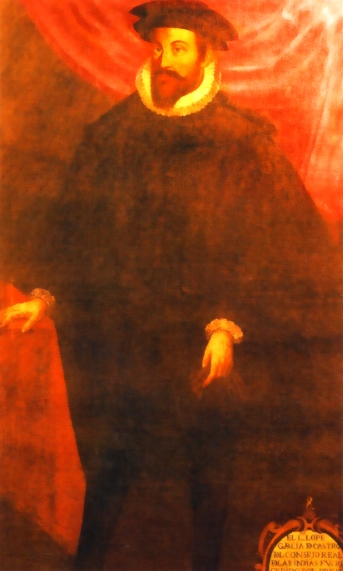
García de Castro

Lope García de Castro (Villanueva de Valdueza, 1516 † Madrid, 8 de gener de 1576), va ser un llicenciar en lleis i militar espanyol que va arribar a ser governador provisional del Perú i President de l'Audiència. No ostentar el títol de Virrei, però va estar investit d'àmplies facultats governatives, amb la tasca d'imposar ordre en el Perú, amenaçat per múltiples revoltes i amb gravíssims problemes administratius. Va ser també Cavaller de l'Orde de Santiago.

## Dades biogràfiques
Lope García de Castro va néixer a la vila lleonesa de Villanueva de Valdueza, a la jurisdicció del bisbat d'Astorga.
El 9 de setembre de 1534 va ingressar al Col·legi Major de Sant Bartomeu pertanyent a la Universitat de Salamanca. Es va llicenciar en lleis i se li encarregà la càtedra de l'Institut de la Universitat.
El 1541 va ser nomenat oïdor de la Reial Audiència de Valladolid. A continuació va ser promogut a la Cort, primer com a membre del Consell d'Ordes Militars i després com a ministre del Suprem Consell d'Índies (26 maig 1558).

## Nomenament com a Governador del Perú
Quan van arribar a Espanya les desagradables notícies sobre el desarreglament personal i administratiu del Virrei Comte de Nieva, el rei Felip II va enviar al Perú a García de Castro per fer-se càrrec del govern (16 agost 1563). Anava amb els títols de Governador i Capità General del Virregnat del Perú i President de l'Audiència, més no de Virrei. Però va trigar a fer-se a la mar i quan va arribar a Lima (22 setembre 1564), el virrei Comte de Nieva ja havia mort feia mesos, assassinat en misterioses circumstàncies.
García de Castro va entrar a la capital del Virregnat, de nit i en silenci, el que va contrastar amb l'aparatós ingrés del seu antecessor. D'acord amb les instructives reals rebudes, havia de continuar les investigacions per aclarir l'assassinat del seu predecessor i castigar els culpables, per a això l'Audiència, que deixava el govern, li va subministrar les dades reunides. Però la mateixa Audiència li va aconsellar que fos prudent al respecte, de manera que el governador va analitzar acuradament l'assumpte. Finalment, va prendre la decisió de no continuar amb la investigació, a fi de no ocasionar més escàndols, donades les circumstàncies en què es va produir la mort del Virrei. El crim va quedar, doncs, impune.

## Fase d'assaig

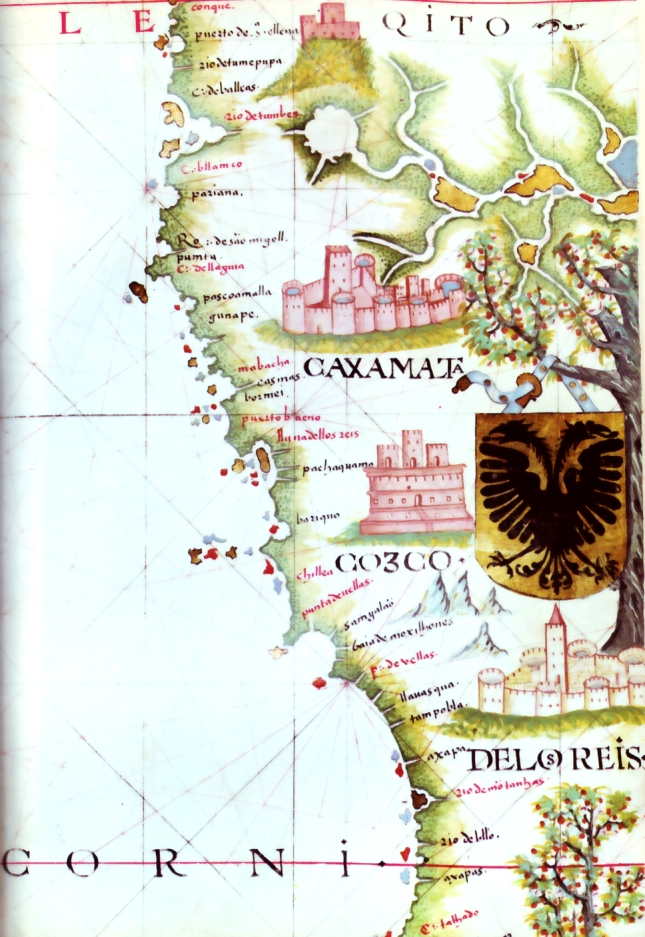
Full de l'Atles de Fernando Vaz Dourado, amb la costa marítima del Perú. Any 1568.

El període governatiu de García de Castro pot interpretar-se com una fase d'assaig, a la recerca de perfeccionar i donar forma definitiva al sistema administratiu del Perú colonial. Aquest caràcter provisional i assagístic s'albira amb l'establiment de les audiències de Charcas (1559), Quito (1563) i Xile (1567), mitjançant el qual es pretenia descentralitzar el ministeri judicial i descarregar de treball als funcionaris assentats a Lima. Va ser acordat, de tota manera, que la responsabilitat política de l'àrea compresa en aquestes audiències quedaria exclusivament en mans del governador del Perú. El primer president l'Audiència de Xile, va ser Melcior Bravo de Saravia, seria suprimida el 1573, per a ser restablerta definitivament el 1609.
Una onada de neguit social va commoure el virregnat en aquesta fase d'incertesa i projectes, donant origen a protestes de la primera generació de criolls (fills dels conqueridors). També la població indígena va donar mostres del seu descontentament, a tal punt que el Governador, en carta enviada al rei, va informar que tots els indis del Perú tractaven d'aixecar-se en contra seva, i que la causa d'aquestes alteracions era el focus de la resistència inca a Vilcabamba. En efecte, hi va haver un intent de revolta dels indis Huancar a Xauxa el 1565, així com intents de revolta de mestissos de Cuzco el 1567, tots ells vinculats amb el rebel Titu Cusi Yupanqui, el tercer Inca de Vilcabamba.
Com a mesura per evitar alçaments, es va prohibir el 1566, sota pena de mort, que els mestissos i els mulats portessin armes de foc, i es va ordenar a més que ningú portés armes al Perú sense real llicència.

## Altres fets importants

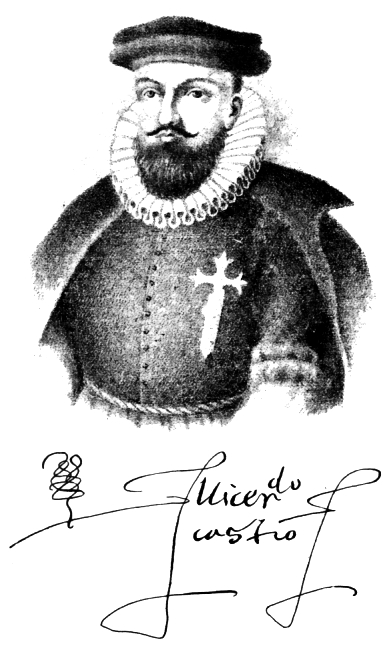
El Governador Lope García de Castro i la seva rúbrica, segons gravat de Evaristo Sant Cristòfol, 1891.

- Es va erigir l'Arquebisbat de Santa Fe de Bogotà (1565), que va ser la segona Arxidiòcesi establerta a Amèrica del Sud, després de la de Lima, aquesta fundada el 1547. La diòcesi de Popayán, fins aleshores sufragània de Lima, va passar a ser-ho del flamant arquebisbat.
- La immensa Arxidiòcesi de Lima abastava llavors les diòcesis de Panamà, Cuzco, Nicaragua, Quito, Rio de la Plata o Assumpció, Charcas, Santiago de Xile (fundada el 1561) i La Imperial (també a Xile, fundada el 1564).
- Es va realitzar el Segon Concili Provincial Limens presidit per l'Arquebisbe Jeroni de Loayza, el mateix que es va inaugurar el 2 de març 1567 i va ser clausurat el 21 de gener de 1568. Les constitucions d'aquest Concili destaquen per la intenció d'establir un nou ordre en la "república dels indis": proposaven l'extinció de l'ús de la coca, la reducció dels nadius en pobles de traça hispànica, el foment de l'evangelització en quítxua i aimara i l'eliminació de certes costums "abominables" (com el deformar cranis, per exemple).
- El govern de Lope García de Castro auspiciar també la instal·lació de la Companyia de Jesús al Perú, amb l'arribada el 1568 del provincial pare Jeroni Ruiz del Portillo i un petit grup de sacerdots. Els jesuïtes van arribar disposats a implantar les reformes emanades del Concili de Trento i van fundar el Col·legi Màxim de Sant Pau.

Lope García de Castro va deixar doncs prefigurades les línies de govern que havia de prosseguir i consolidar després el seu successor, el virrei Francisco de Toledo.

## Intent de reducció deTitu Cusi Yupanqui
Una de les primers cures que va tenir el governador, va ser intentar la reducció de Titu Cusi Yupanqui, a qui les orellanes o nobles inques de Vilcabamba havien teixit la borla imperial en substitució del seu germà Sayri Túpac, quan aquest es va acollir a l'anomenat amistós del Virrei Andrés Hurtado de Mendoza, instal·lant al Cuzco. Titu Cusi va romandre pacífic en el seu reducte mentre va viure Sayri Túpac, però en morir aquest, va començar a hostilitzar-se contra espanyols, convertint-se en el terror dels mercaders i viatgers.
García de Castro va encarregar al llicenciat Juan de Matienzo la concertació d'una trobada amb l'inca. Efectuada aquesta en el pont de Chuquichaca, Titu Cusi va entregar al magistrat dos memorials en els quals expressava les seves queixes pels injustos tractes que havia patit el seu pare, Manco Inca, i les condicions per abandonar el seu refugi. Va acceptar que alguns missioners entressin fins a Vilcabamba per adoctrinar als nadius, fins i tot va acceptar rebre el bateig (28 d'agost de 1568) i va dictar una Relació en els quals aboca els seus records de l'Incari. Però no va abandonar el reducte, i algun temps després, ja sota el govern del virrei Toledo, va patir una pulmonia que li va ocasionar la mort (1570). Correspondria al nou Virrei posar punt final a la resistència inca a Vilcabamba.

## Catàstrofes naturals
Pel que fa a desgràcies provocades per fenòmens naturals, cal esmentar el terratrèmol de Quito i la consegüent erupció del volcà Pichincha del 16 de novembre de 1566, que va cobrir la zona amb una pesada pluja de cendra. Hi va haver una completa foscor en ple dia, fins a les 11 hores. Va ser el preludi de la gran erupció que succeiria el 1575.
El 4 d'abril de 1568, a la tarda, es va sentir un fort tremolor a Lima, poc després de l'arribada dels primers Pares Jesuïtes al Perú. No obstant això, alguns autors dissenteixen en la data, i no fixen l'hora en què es va verificar.

## Lliurament de comandament i retorn a Espanya
El 30 novembre 1569 Lope García de Castro va lliurar el comandament al Virrei enviat per succeir-lo: Don Francisco de Toledo.
Després de la transmissió del comandament, García de Castro va romandre alguns mesos més en el territori peruà, mentre culminava la visita als primers magistrats de l'audiència de Charcas. Després es va embarcar cap Espanya on reassumir la seva plaça en el Consell d'Índies. Va ser premiat per la seva bona tasca al Perú amb l'atorgament d'una renda anual de 6 mil pesos, el pagament s'efectuaria amb els tributs obtinguts en les caixes d'aquest país (26 nov, 1573).